# Filipstads kommun
Filipstads kommun er en kommune i Värmlands län, Sverige med 10.000 indbyggere (2006).
59°43′00″N 14°10′00″Ø / 59.716667°N 14.166667°Ø